# Julio Lamas
Julio Lamas, né le 9 juin 1964 à Buenos Aires, en Argentine, est un entraîneur argentin de basket-ball. 

## Palmarès
- Champion des Amériques 2011